# Заражённые (Одни из нас)
«Заражённые» (англ. Infected) — второй эпизод американского постапокалиптического телесериала «Одни из нас». Премьера эпизода состоялась 22 января 2023 года на канале HBO. Сценарий эпизода написал Крейг Мейзин, а режиссёром стал Нил Дракманн. В эпизоде Джоэл (Педро Паскаль) и его подруга Тесс (Анна Торв) сопровождают юную Элли (Белла Рамзи) через зону биологического заражения в Бостоне, чтобы добраться до Старого Капитолия.
Этот эпизод стал первым режиссёрским опытом Дракманна на телевидении. В «Заражённых» показаны щелкуны — мутировавшие существа, которые полагаются на эхолокацию для передвижений. Они были созданы при помощи сложного грима на основе концепт-артов игры. Съёмки эпизода проходили в Калгари (Альберта) в октябре и ноябре 2021 года. Эпизод получил положительные отзывы: критики оценили сценарий, режиссуру, работу художников-постановщиков и актёрскую игру, в особенности игру Торв.

## Сюжет
24 сентября 2003 года военные власти Индонезии в спешке просят доктора Ибу Ратну (Кристин Хаким), профессора по микологии из Университета Джакарты, срочно изучить лабораторный образец, который она сразу же определяет как грибок рода Cordyceps, который, по словам военного, был найден в организме человека, что считалось невозможным. Ибу Ратну отводят в изолированное помещение, где она, облачившись в костюм полной биологической защиты, изучает труп женщины, которую застрелили после того, как она атаковала работников на мукомольной фабрике и была убита полицейскими. Ратна замечает, что у трупа есть следы человеческого укуса на ноге, а во рту трупа растёт грибок, что приводит Ибу в ужас. Военный Агус Хидаят (Яю Унру) спрашивает её совета, как предотвратить распространение инфекции и есть ли от неё вакцина. Ратна объясняет, что вакцины от грибов не существует, а единственный вариант остановить распространение инфекции — провести тотальную бомбардировку города, чтобы убить всех жителей, и просит отвезти её домой, к семье.
В 2023 году Джоэл (Педро Паскаль) и Тесс (Анна Торв), угрожая Элли (Белла Рамзи) оружием, требуют рассказать, зачем их наняли её сопровождать. Элли признаётся, что «Цикады» пытаются разработать вакцину для предотвращения заражения грибком, а её ДНК может стать ключом к её созданию. Джоэл хочет вернуться в карантинную зону, но Тесс убеждает его следовать первоначальному плану и получить обещанные за доставку девочки припасы.
Троица проходит через заброшенный и затопленный бостонский отель. По пути Джоэль объясняет, что Бостон подвергли бомбардировке с целью замедлить распространение кордицепса, что частично удалось. Затем намеченный ими путь к Старому Капитолию преграждает большое количество заражённых, которых со временем становится всё больше и больше из-за стремления людей попасть в карантинный центр в Бостоне. Тесс объясняет Элли, что волокна гриба тянутся под землёй на многие километры, поэтому гриб «чувствует» ещё не инфицированных людей на больших дистанциях и может при несоблюдении правил безопасности привлечь заражённых к ним. Тесс предлагает идти через музей. Там они натыкаются на свежий труп, после чего Джоэл приказывает не разговаривать. Но на троицу нападают два щелкуна — мутировавшие заражённые, из-за мутации лишившиеся зрения (на черепе у них огромные наросты), но обретшие возможность эхолокации посредством испускания звуков, похожих на щелчки. Один из них кусает Элли, прикрывающую Джоэла, но ему и Тесс удаётся убить щелкунов.
Прибыв к Старому Капитолию, Джоэл и Тесс находят членов «Цикады» мёртвыми, часть из них была инфицирована. Джоэл вновь хочет вернуться в карантинную зону, но Тесс сообщает ему, что не может вернуться, так как её укусили. При этом свежий укус в руку Элли уже затянулся, что подтверждает иммунитет девочки.
Джоэл стреляет в заражённого из числа «Цикад», который пытается их атаковать, из-за чего их местоположение становится известным остальным заражённым в городе. Тесс просит Джоэла доставить Элли к их знакомым контрабандистам Биллу и Фрэнку и убедить их помочь девочке. Она заливает зал бензином, а Джоэл и Элли уходят. Заражённые забегают в здание, один из них «целует» Тесс, начиная её превращение в заражённую, но она успевает бросить горящую зажигалку на пол. Мощный взрыв убивает заражённых, а Джоэл и Элли смотрят на горящее здание.

## Производство

### Разработка и сценарий

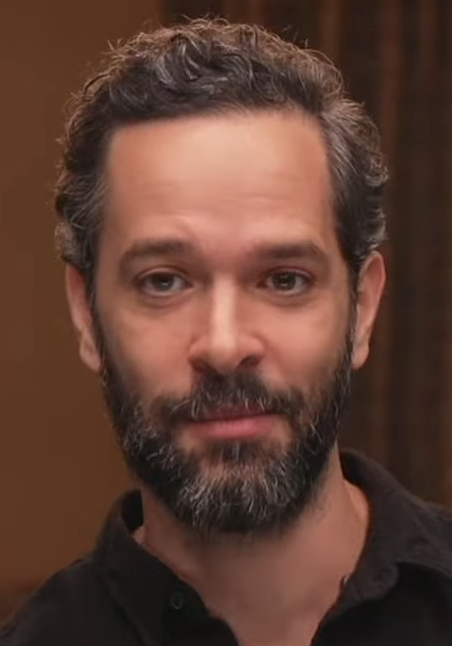
Для соавтора сериала Нила Дракманна эпизод стал первым режиссёрским опытом на телевидении

Сценарий к «Заражённым» написал Крейг Мейзин, а его соавтор Нил Дракманн стал режиссёром эпизода. Дракманн был сценаристом и креативным директором видеоигры, на которой основан сериал. В сентябре 2021 года Гильдия режиссёров Канады сообщила, что Дракманн был назначен режиссёром одного из эпизодов сериала, в феврале 2022 года Дракманн подтвердил, что он снял один эпизод, и отметил, что ему помог опыт разработки игр. Несмотря на отличия в режиссуре игры и телесериала, он заметил и ряд сходств. Так, самым большим отличием была невозможность вносить изменения после съёмки: при разработке игры он мог изменить раскадровку, освещение, одежду персонажей, окружающую среду, освещение, погоду. Дракманн потратил больше месяца на подготовку к съёмкам этого эпизода, поскольку это был его первый опыт в работе режиссёра на телевидении. Для Педро Паскаля Дракманн стал самым «открытым и увлечённым» из режиссёров сериала, а Белла Рамзи отметила его «одержимость» даже мелкими деталями из первоисточника (игры). В январе 2023 года стало известно, что Дракманн стал режиссёром второго эпизода. В декабре 2022 года на сайте Rotten Tomatoes второй эпизод сериала получил название «Cordyceps Ordo Seclorum». Мейзин пояснил, что это был предварительный вариант названия, от которого было решено отказаться, поскольку в нём не было особого смысла.
В первоначальной версии пролога некто колотил в дверь, позднее было показано, что это было заражённый сын Тесс, которого она заперла в подвале, будучи не в состоянии его убить. Эта сцену решили убрать, так как она не вписывалась в общий сюжет:14:08. По мнению Торв и сценаристов, Тесс хотела уберечь Элли от опасности для искупления собственных ошибок прошлого:3:18. В итоге Мейзин решил сделать пролог эпизода в Индонезии для некоей «дезориентации» аудитории — этот приём от позаимствовал у Винса Гиллигана. Таким образом зритель мог увидеть истоки пандемии и оценить её всемирный охват:7:45. Режиссёр хотел показать подборку из разных городов по всему миру, но на это не хватило бюджета:9:05.
Мейзин хотел, чтобы щелкуны выглядели бы так же, как в игре, но без использования визуальных эффектов, а с помощью сложного грима:18:24. Созданием грима занимались Барри и Сара Гауэр, с которыми Мейзин работал над мини-сериалом «Чернобыль»:0:31. Они опирались на оригинальные концепт-арты из игры:0:44. Исполнителями ролей щелкунов были поклонники игры, которые хорошо понимали, как эти монстры двигаются:1:17. Во время пересъёмок была добавлена сцена с жестовой коммуникацией между Джоэлом и Элли, так как исполнительный продюсер Кэролин Штраусс не поняла, как функционируют щелкуны:19:58. В игре Тесс жертвует собой, чтобы дать Джоэлу и Элли время сбежать от преследующих их солдат, но в сериале солдат заменили на заражённых. Мейзин посчитал нелогичным то, что солдаты ушли так далеко от карантинной зоны, а их замена на заражённых дала возможность продемонстрировать взаимосвязь между существами:24:58. По мнению Мейзина, поцелуй Тесс и заражённого акцентировал тему любви: грибок тоже может «любить», распространяя себя на новых людей:29:08. Дракманн хотел красиво снять кадр с «поцелуем», чтобы подчеркнуть его жуткость:28:11.

### Подбор актёров и персонажи
Появление Кристин Хаким было анонсировано в трейлере, который вышел в декабре 2022 года. С ней связались через Instagram и предложили ей сняться в сериале. Поначалу она не решалась согласиться на роль, поскольку она ухаживала за своей матерью и мужем во время пандемии COVID-19, но её убедила внучатая племянница, которая является поклонницей игры. Съёмки с участием Хаким проходили в Калгари в конце октября 2021 года. Она привезла свои традиционные шарфы из батика и индонезийские украшения, которые были использованы костюмерным отделом сериала. Хаким была впечатлена тем, что Дракманн решился снять индонезийских актёров, а также декорациями Джакарты в Калгари.

### Съёмки
Оператором этого эпизода, как и предыдущего, выступила Ксения Середа. Со 2 по 18 октября 2021 года съёмки проходили на Райс-Хауард-Уэй и его окрестностях в центре Эдмонтона. В начале октября Паскаль снимался в адресных планах в этом районе и вернулся для полноценных съёмок позже в том же месяце вместе с Рамзи и Торв. Эта локация воссоздаёт постапокалиптический Бостон, и она была оборудована большим кратером перед итальянским рестораном и зелёным экраном для линии горизонта. По договорённости с местными уличными заведениями съёмочная группа переделала одно из них в разрушенный салон, а руководство другого заведения попросили разрешить каскадёру вылететь через витрину. Съёмки также прошли в здании Законодательного собрания Альберты, которое было украшено вьющимися растениями и зеленью. Производственная команда потратила около 372 000 канадских долларов на четырёхдневные съемки в Эдмонтоне. С 15 по 18 октября съёмки проходили в центре Калгари, с 23 по 28 октября — в Белтлайне. Чтобы согласовать закрытие эстакады на Четвёртой авеню, съёмочная группа много недель вела переговоры с руководством муниципалитета. Работа Дракманна над эпизодом была завершена к 7 ноября 2021 года.

## Восприятие

### Рейтинги
Премьера эпизода состоялась на канале HBO 22 января 2023 года. В первую ночь после премьеры сериал посмотрели 5,7 миллиона зрителей в США (на HBO и HBO Max) — на 22 % больше, чем на предыдущей неделе, что является самым большим ростом в аудитории за вторую неделю для оригинального драматического сериала HBO в истории сети. В ночь премьеры только по кабельному телевидению эпизод посмотрели 633 000 зрителей.

### Реакция критиков

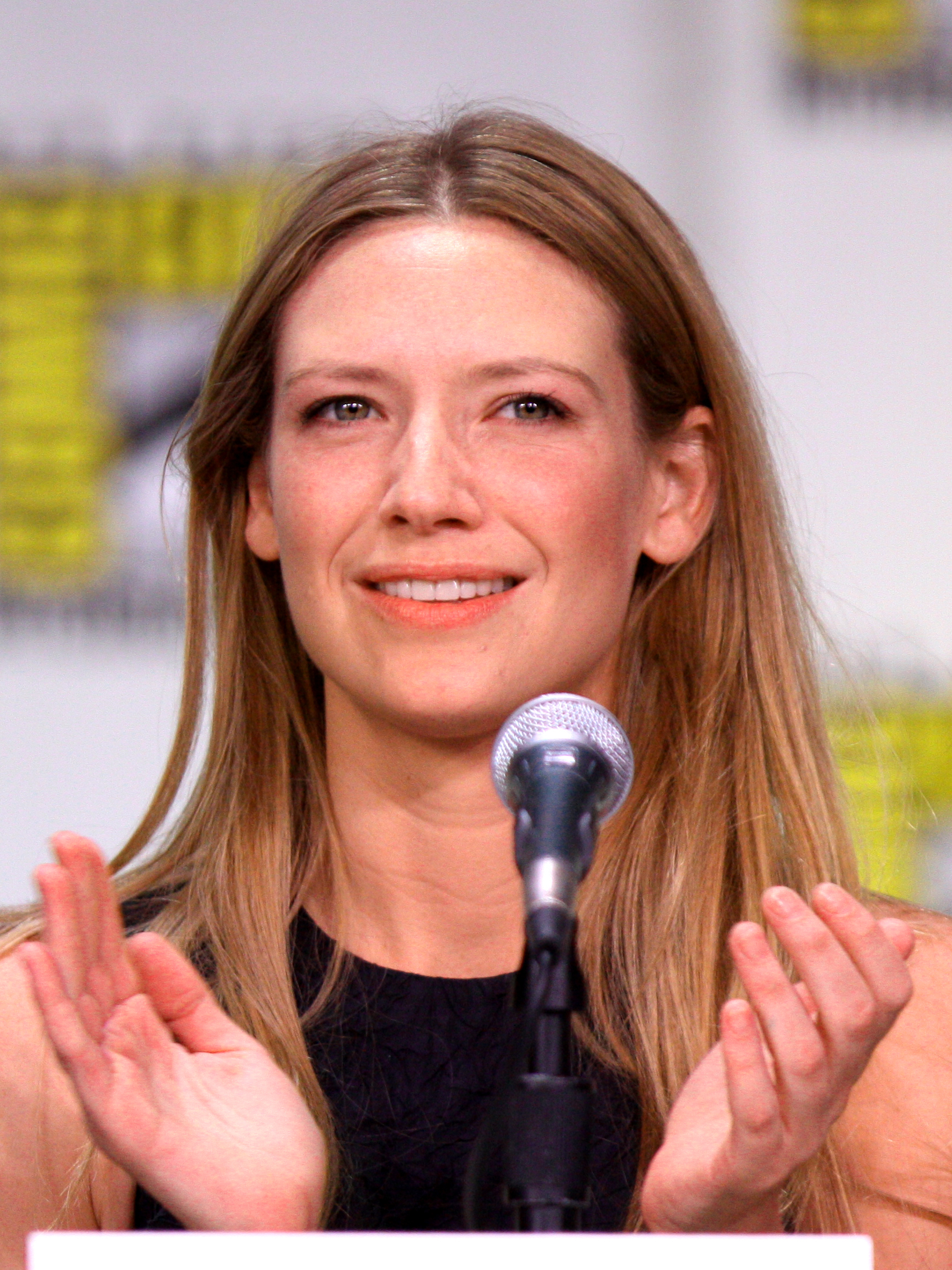
Выступление Анны Торв удостоилось большой похвалы от критиков

На сайте Rotten Tomatoes «Заражённые» получил рейтинг 80 %, на основе пяти отзывов, со средним рейтингом 8,5/10. Особой похвалы удостоилась игра Торв. Брэдли Рассел из GamesRadar+ чувствовал, что она продемонстрировала эмоциональную глубину персонажа, а Бернард Бу из Den of Geek посчитал её выступление сложным и душераздирающим. Саймон Карди из IGN написал, что она продемонстрировала «теплоту под покрытой шрамами стальной поверхностью», при этом он также похвалил её отношения с Джоэлом Паскаля. Стив Грин из IndieWire похвалил способность Торв демонстрировать боль и печаль Тесс только с помощью выражения лица. Похвалы также удостоилась игра Паскаля за его сдержанность и игра Рамзи за её юмор, а Бу из Den of Geek похвалил всех трёх актёров за то, что они играли «с намерением», позволяя зрителям стать свидетелями их эмоциональной основы. Аарон Бэйн из Push Square чувствовал, что Рамзи ещё не «воплотила роль» Элли, как это сделал Паскаль с Джоэлом, но он всё же наслаждался их подшучиваниями.
Рассел из GamesRadar+ похвалил сценарий Мейзина и обнаружил, что тихие моменты и беседы несут в себе цель и драматический вес. Даррен Муни из «The Escapist» чувствовал, что сценарий иногда ощущается как «чтение руководство по стратегии» из-за количества экспозиции, переданной через диалоги, отметив, что это было эффективно, но не убедительно. «Холодное начало» также было в целом хорошо принято; Михаил Климентов из «The Washington Post» счёл его более эффективным, чем начало в предыдущем эпизоде, из-за того, что оно передаёт меланхолию и ужас без ограничения контекста, хотя Бу из Den of Geek посчитал его «менее увлекательным», чем весь первый эпизод. Карди из IGN написал, что поцелуй между Тесс и заражённым обосновал творческое решение заменить споры на усики. В то же время Рассел из GamesRadar+ счёл его «сбивающим с толку выбором и в корне глупым», а Климентов из «The Washington Post» посчитал эпизод самым худшим во всём сериале на сегодняшний день. Несколько изданий также сообщили, что мнение зрителей были аналогичным образом разделено по поводу этой сцены; некоторые назвали её душераздирающей, а другие сочли её ненужной.
Несколько критиков похвалили режиссуру Дракманна и операторскую работу Середы, особенно во время сцены в музее; Бу из Den of Geek назвал её «мастерски поставленной хореографией» и сравнил её с видеоигрой, а Карди из IGN посчитал, что она соответствует неэлегантной эстетике мира. Рассел из GamesRadar+ похвалил Дракманна за «острый взгляд на красоту в этом разрушенном мире», ссылаясь на кадр с лягушкой на пианино и назвав его выдающимся. Ноэль Мюррей из «The New York Times» посчитал, что съёмки под низким углом создают эффективный фон для визуальных эффектов. Обозреватели высоко оценили работу художников-постановщиков; Карди из IGN назвал её «одним из лучшим моментов шоу», где визуализировано то, как природа отвоёвывает цивилизацию. Бу из Den of Geek посчитал дизайн и звуки щелкунов соответствующе пугающими; Дэниел Файнберг из «The Hollywood Reporter» назвал их «очищающим средством для нёба в этом жанре» после дизайна из «Ходячих мертвецов».